# Robert White (compositeur)
Pour les articles homonymes, voir White et Robert White.
Robert White (parfois écrit Whyte), né vers 1538 (sans doute dans le quartier d'Holborn, à Londres) et mort en 1574, est un des compositeurs anglais les plus importants de la Renaissance, particulièrement connu pour sa musique liturgique et sa musique instrumentale pour viole. 

## Biographie

### Naissance et famille
Par manque d'acte, sa date de naissance reste inconnue jusqu'ici. L'estimation des chercheurs varie entre 1530 et 1538,,.
À Oxford, des documents présentent qu'un certain Maître White était chargé de réparer l'orgue dans la chapelle du Merton College, en 1531, 1532, 1539, 1542 et 1545, ce qui fait supposer qu'il s'agirait de son père ou d'un membre de sa famille. D'ailleurs, un facteur d'orgues, aussi appelé Robert White, fournit quelques orgues à l'église St Andrew de Holborn à Londres. De nos jours, ce facteur est considéré comme père de compositeur, car, dans son testament, Robert White précisait le nom de son père.    
Le compositeur Robert White se maria avec une certaine Ellen Tye, très vraisemblablement la fille de Christopher Tye et de son épouse Catherine. De cette union, à Ely, Margery White naquit et fut baptisée à la cathédrale de cette ville. Plus tard, Elizabeth fut baptisée le 24 février 1572 ainsi que Prudence le 23 août 1573. Le nom d'une autre fille, Anne, est connu.

### Fonction
Ce que l'on sait est que Robert White passa sa jeunesse, à partir de 1555, au Trinity College de Cambridge, d'abord comme choriste, puis un des chantres.  
Une fois obtenue une licence (Bachelor) de musique MusB de l'université de Cambridge le 13 décembre 1560,, Robert White s'installa, en 1561 ou 1562, à Ely, où il succéda à Christopher Tye (dont il épouse sans doute la fille Ellen Tye en 1565) en tant que organiste et magister choristarum (maître de chapelle). Ceux qui demeure certain est que Tye prit sa retraite en 1561 et que White lui succéda. 
En 1567, Robert White quitta cette fonction. En effet, dans une liste d'organistes sur un livre d'orgue, conservé à la cathédrale d'Ely, on note que White y fut organiste de 1562 à 1567. Une charte indique que le 9 décembre 1567, un nouvel organiste qui s'appelait John Farrant y fut en fonction. La tradition dit qu'il prit le même poste à la cathédrale de Chester, succédant à Richard Saywell, mais il reste à confirmer avec un document définitif.

### Dernières années à Londres
À la fin de 1568 environ, il se déplaça vers Londres. En effet, sa réputation était telle qu'il obtint le poste prestigieux d'organiste et de maître de chapelle à l'abbaye de Westminster, qui est gardé jusqu'à son décès. Sa nomination fut tenue en 1569. Il était encore chargé de former les enfants de chœur. 
Il mourut pendant une violente épidémie de peste qui touchait la région de Westminster en 1574. Comme ses jeunes filles aussi avait été des victimes de peste, par son testament daté du 7 novembre 1574, il fut inhumé dans l'église Sainte-Marguerite de Westminster le 11 novembre 1574, juste à côté de ses défuntes. Après avoir contaminé la même maladie, Ellen White aussi y fut enterrée quelques semaines plus tard.

### Appréciation par ses contemporains
Après son décès inattendu, les œuvres de Robert White étaient encore en usage en Angleterre. De surcroît, elles étaient appréciées par des auteurs connus et inconnus. Thomas Morley le classifia, en 1597 dans son A Plain and Easy Introduction, comme un des compositeurs le plus glorieux de l'école anglaise. 
D'autre part, ses pièces étaient, avec respect, pratiquées jusqu'à ce que le style de musique préféré devienne différent. Ainsi, un manuscrit important copié dans les années 1580 contient 14 œuvres de musique sacrée, composées par White. Ce dit Dow Partbooks, qu'un excellent copiste fournit avec beaucoup de soin, commence par six œuvres de White, suivies de cinq œuvres de William Byrd. Il est certain que ce copiste Robert Dow était un grand admirateur de White. À la fin de partition de Christe qui lux es I, il ajouta ces mots : « Maxima musarum nostraum gloria White, Tu peris æternùm sed tua musa manet (La plus grande gloire de nos Muses, White, vous avez péri, mais votre musique reste éternellement) ». 
Il est à noter que ce manuscrit qui ne contient aucune œuvre de compositeur ayant le diplôme MusB de l'université d'Oxford fut accueilli aux archives du collège Christ Church. De nombreux manuscrits de White, trouvés dans ces archives, indiquent que ses œuvres étaient appréciées, même à Oxford. Et c'était dans cette bibliothèque que le musicologue Charles Burney redécouvrit Robert White, qui était tombé dans l'oubli.

### Redécouverte
Par la suite, ses œuvres étaient peu chantées ou jouées jusqu'au cours de la deuxième moitié du XVIIIe siècle, à l'exception de la publication de l'hymne The Lord bless us en 1641. Il s'agissait du livre de chant, First Book of Selected Church Music publié par Barnard,. Charles Burney, quant à lui, publia en 1789 l'hymne à 5 voix, Lord who shall dwell.
Cependant, il fallut attendre le XXe siècle pour que ses œuvres soient de nouveau pratiquées. En 1929, le tome V de l'édition critique Tudor Church Music avait été réservé aux œuvres de White (Whyte), ce qui a contribué à les diffuser largement, car ce projet de l'Oxford University Press connut un grand succès. 
En ce qui concerne l'enregistrement, en 1977 le musicologue David Wulstan de l'université d'Oxford fit enregistrer les Lamentations de Jérémie et quatre motets (Regina cæli, Portio mea Domine, Domine quis habitavit et Christe qui lux es), en dirigeant son chœur The Clerks of Oxenford. Son disciple Peter Philipps réalisa en 1995 un enregistrement de qualité qui reste toujours apprécié.

## Famille
Sa famille est connue, grâce aux deux testaments, qui avaient respectivement été rédigés par Robert White et son épouse Ellen White. Ce sont les testaments authentiques, approuvés et enregistrés le 8 décembre 1574. Celui de Robert fut rédigé le 7 novembre, ce qui peut fixer son décès entre cette date et celle de l'enterrement le 11. Celui d'Ellen date du 21 novembre, ce qui signifie son trépas après cette date. Par ce testament, elle voulait être inhumée près de son époux et de ses enfants, à l'église Sainte-Marguerite de Westminster. Ces testaments présentent les membres de leur famille, sauf lien avec Christopher Tye (décédé auparavant), et indiquent que vivaient encore le père de Robert, également Robert White, et la mère d'Ellen, Katherine Tye :
- Robert White († inconnu, après novembre 1574)
- ? White (inconnue)
- sans doute Christopher Tye ? († inconnu, avant mars 1573)
- Katherine Tye († inconnue, après novembre 1574)
  - Robert White († entre les 7 et 11 novembre 1574 ; enterrement le 11 novembre)
  - Ellen White († après le 21 novembre 1574 ; enterrement le 30 novembre)
    - Margery White (baptisée à Ely)
    - Elizabeth White (baptisée le 24 février 1572)
    - Prudence White (baptisée le 23 août 1573 et inhumée le 7 novembre 1574)
    - Anne White

## Œuvres
La musique de Robert White se caractérise par un style proche de celui de Giovanni Pierluigi da Palestrina, le plus grand compositeur de la Contre-Réforme,. Selon Charles Burney, sa composition annonçait déjà l'école romaine de la Renaissance par son harmonie, mise en place à la suite du concile de Trente, même si cette école n'imita pas la façon que White développa,.
En effet, sa composition s'illustre notamment de la richesse et de la beauté de l'harmonie, auxquelles n'arrivèrent aucun compositeur européen de son époque. D'ailleurs, son œuvre instrumentale, Songes, indique qu'il avait une excellente connaissance de la modalité grégorienne ou des octoéchos. En dépit de sa créativité, White respectait donc la musique liturgique traditionnelle, telle l'école romaine.
Toutes les œuvres de Robert White sont en latin, à l'exception d'un hymne et de quatre psaumes en anglais,. S'il n'est pas facile d'établir leur datation, on peut considérer que certaines furent écrites sous le règne de Marie Ire († 1558), ce qui explique leur obédience catholique (par exemple, Christe qui lux es IV en alternance entre grégorien et chœur).  
En ce qui concerne les pièces composées sous la reine Élisabeth Ire, Stanford Lehmberg (2018) considère qu'elles étaient chantées par la Chapel Royal et non aux offices royaux de l'abbaye. En résumé, les œuvres de White étaient celles de transition. Le motet Ad te levavi, composé vraisemblablement dans les années 1560, est, avec une œuvre de William Munday, l'une des premières compositions de motet en fugue.
Les deux versions de Lamentations sont considérées comme chefs-d'œuvre de ce genre.
Il semble qu'aucune pièce de White n'a été publiée de son vivant. Toutefois, de nombreux manuscrits ont été conservés dans les archives, telles celles de Christ Church (Oxford),,.
- Œuvre vocale
  - Lamentations à 5 voix
  - Lamentations à 6 voix
  - Christe qui lux es I, II, III & IV à 5 voix
  - Fantasias III & IV
  - In Nomine I, II, III, IV et V à 4 voix (3) et à 5 voix (2)
  - Magnificat à 6 voix
  - Ad te levavi à 6 voix (psaume 123)
  - Exaudiat te Dominus à 7 voix[jm 8],[4] (psaume 20)
  - Portio mea Domine à 5 voix (psaume 119)
  - Manus tuæ fecerunt me à 5 voix (psaume 119)
  - Miserere mei Deus à 5 voix (psaume 51)
  - Justus es Domine à 5 voix (psaume 119)
  - Appropinquet deprecatio mea à 5 voix (psaume 119)
  - Peccatum peccavit à 5 voix
  - Precamur sancte Domine à 5 voix
  - Regina cæli à 5 voix
  - O Praise God à 8 voix
  - The Lord bless us and keep us à 5 voix
  - Lord who shall swell à 5 voix
- Œuvre instrumentale[im 4]
  - pour orgue 
    - Ut re mi fa sol la

  - pour luth
    - In nomine I, II et III
    - Christe qui lux I et II
    - Precamur
    - Manus tue
    - Peccatum peccavit

  - pour viole de gambe
    - In nomine I, II, III et IV
    - Deus miseratur
    - Songes, in Partition (petites fugues en octoéchos (huit modalités grégoriennes) dont l'harmonie est extraordinairement pure[cb 3])

  - attribution incertaine (luth, viole de gambe ou orgue)
    - Fantasia I, II, III, IV, V et VI
— Manuscrits en tablature[im 5], on considérait qu'il s'agissait des œuvres pour luth ou viole. Or, selon quelques musicologues, ce sont des pièces dont la caractéristique est celle de l'instrument à clavier. D'où, de nos jours, il existe leurs restitutions pour l'orgue[13]. Quoi qu'il en soit, il s'agit d'une des premières fantaisies connues qu'ait composées un musicien britannique[2].

## Discographie
- 1968 : Scuola Di Chiesa sous la direction de John Hoban, The Lamentations de Jeremiah / Magnificat on the First Tone / Hymn : Christe Qui Lux Es Et Dies, Virtuoso Series TPLS13008
- 1977 : The Clerkes of Oxenford sous la direction de David Wulstan, Lamentations de Jérémie à 5 voix, Quatre Motets, dans la série The Golden Book of Tudor Church Music n° 4, Calliope CAL1622
- 1991 : Oxford Camerata sous la direction de Jeremy Summerly, Lamentations à 5 voix [en anthologie], Naxos 8.550572
- 1995 : The Tallis Scholars sous la direction de Peter Phillips, Robert White : Tudor Church Music, Gimell Records CDGIM030
- 1997 : Huelgas Ensemble sous la direction de Paul Van Nevel, Lamentations de la Renaissance [en anthologie], Harmonia Mundi HMC901682
- 2009 : Nordic Voices, Lectio I et II, Feria V in Cæna Domini. Heth - Peccatum peccavit Jerusalem [en anthologie], Chandos Records CHAN0763
- 2010 : Gallicantus, Hymns, Psalms & Lamentations : Sacred Music by Robert White, Signum Classics SIGCD134

### Écouter en ligne
- Lamentations à 6 voix avec partition, interprétés par Nordic Voices : [vidéo] « Disponible », sur YouTube
- Portio mea, interprété par Contrapunctus : [vidéo] « Disponible », sur YouTube